# Strada principale 7
La strada principale 7 è una strada principale della Svizzera. È un asse est-ovest e collega Basilea a Sankt Margrethen tra i cantoni Basilea Città, Basilea Campagna, Argovia, Zurigo, Turgovia e San Gallo.